# Український Прапор

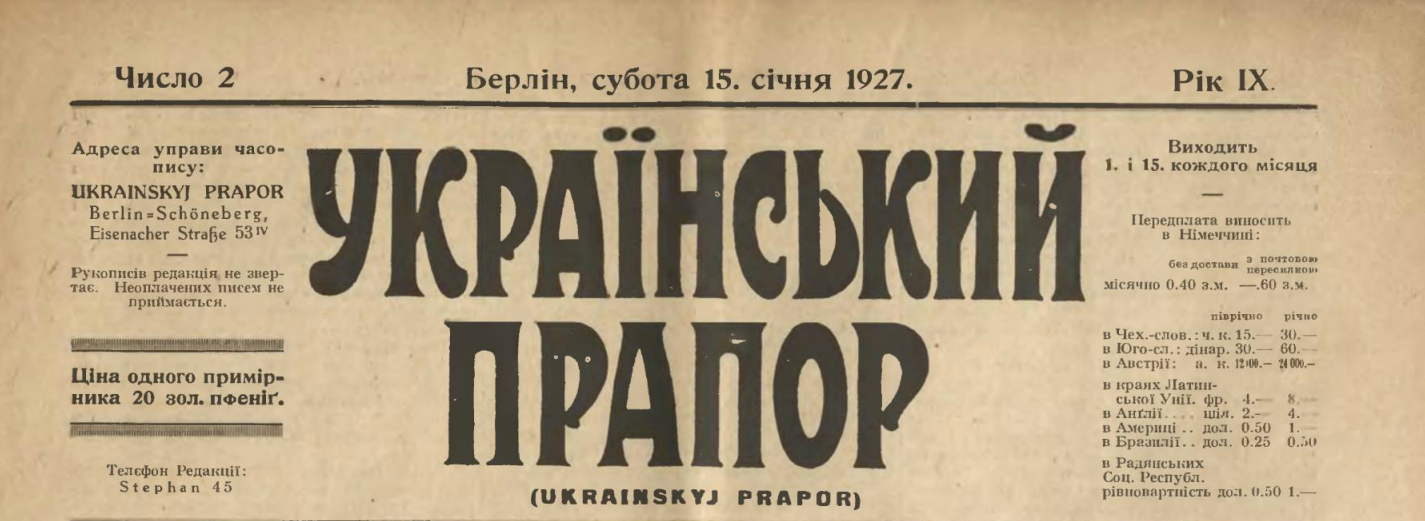

«Український Прапор» — орган Диктатури ЗУНР, видання Уряду Преси і Пропаґанди, виходив з 8 серпня 1919 до жовтня 1923 у Відні (півтижневик, з 1922 тижневик), згодом до 1932 в Берліні (з 1925 двотижневик, з 1929 місячник і з 1931 виходив неперіодично). Редактори: П. Лисяк, І. Німчук і (з 1923) І. Проць; серед співробітників були: К. Левицький, О. Назарук, О. Грицай за віденського періоду, і М. Лозинський, Р. Перфецький, Ю. Вачинський, А. Жук — за берлінського.